# Liste des Sud-Africains lauréats du prix Nobel
Cet article dresse la liste des personnalités sud-africaines ayant été récompensées par un prix Nobel.

## Prix Nobel de la paix
- 1960 : Albert Lutuli[1]
- 1984 : Desmond Tutu[2]
- 1993 : Nelson Mandela[3]
- 1993 : Frederik de Klerk[3]

## Prix Nobel de chimie
- 1982 : Aaron Klug[4]

## Prix Nobel de littérature
- 1991 : Nadine Gordimer[5]
- 2003 : J. M. Coetzee[6]

## Prix Nobel de physiologie ou médecine
- 1951 : Max Theiler[7]
- 1979 : Allan MacLeod Cormack[8]
- 2002 : Sydney Brenner[9]